# Wilhelm Schwedler
Wilhelm Schwedler (* 19. November 1872 in Ratibor, Provinz Schlesien; † 10. Mai 1936 in Berlin) war ein deutscher Journalist und Schriftsteller. Von 1919 bis zu seinem Tod 1936 war er Chefredakteur der Übersee-Nachrichtenagentur Transocean.

## Leben
Schwedler wurde 1872 im oberschlesischen Ratibor als Sohn des Eisenbahningenieurs Carl Schwedler und Laura Sabarth geboren und wurde evangelisch getauft. Zu seinen Vorfahren gehörten mehrere bekannte Ingenieure, darunter der Brückenbauexperte Johann Wilhelm Schwedler, dem Erfinder von Schwedlerträger und Schwedlerkuppel. Wilhelm Schwedler und seine Ehefrau Helene Oschmann hatten drei Töchter, Gerti, Charlotte und Ursula.

## Berufseinstieg: London, Dresden und Berlin
Nach der Schule schwankte Schwedler, ob er Schriftsteller oder Musiker werden sollte. Er entschied sich für das Schreiben, nachdem er mit einer Novelle das Preisausschreiben eines Verlags gewonnen hatte.
„Rein aus Abenteuerlust“ siedelte er 1897 nach London über, wo er als Nachtredakteur eines Korrespondenzbüros unterkam, das deutsche Zeitungen bediente. Er blieb dort insgesamt rund fünf Jahre lang, von 1897 bis 1905, jedoch 1898 unterbrochen durch eine Tätigkeit als Redakteur in Blankenburg (Harz) und Arnstadt.
In London lernte er das englische Gerichts- und Rechtswesen kennen. In Preußen und dem Kaiserreich galt die angelsächsische Justiz vielen Reformer als pragmatisch und geeignet als Vorbild für die Modernisierung der deutschen Justiz, obwohl sich die Common-Law-Grundlage erheblich von der römischen Rechtstradition unterscheidet. Als sich Franz Adickes, Oberbürgermeister der Stadt Frankfurt am Main und Mitglied des Preußischen Landtags, für eine Justizreform mit englischen Vorbildern einsetzte, meldete sich Schwedler in Zeitungsartikeln zu Wort, in denen er anschaulich die persönlich erlebte Rechtspraxis Englands darstellte.
Die Resonanz darauf motivierte Schwedler, 1909 ein Sachbuch als Beitrag zur Debatte zu veröffentlichen: Recht und Unrecht in England : praktische Beispiele aus der englischen Rechtspflege zur Anwendung für die Justizreform in Deutschland. Das Buch, „dessen Hauptreiz in seinen drastischen Beispielen liegt“, wie das Neue Wiener Journal fand, stellte nicht die Theorie des angelsächsischen Rechts dar, sondern zeigte in Reportagen und Anekdoten die Realität etwa der Polizeigerichte und Schwurgerichte in Kriminalfällen.
1906 wurde er Redakteur beim Dresdner Anzeiger. Ab 1911 bis 1913 war er Vertreter sächsischer Zeitungen in Berlin.
Er wandte sich auch wieder der schriftstellerischen Tätigkeit zu, wobei er wiederum Justizthemen aufgriff. Sein Zeitungsroman Späte Gerechtigkeit, der in der englischen Anwalts- und Gerichtsszene spielt, erschien ab Oktober 1910 bis 1911 als Serie im Leipziger Tageblatt.
Schwedlers kriminalpsychologisches Drama Wie ein Dieb in der Nacht : Im Nachtschnellzug Berlin-Wien, ein Zweiakter, wurde am 19. Juli 1911 im Stadttheater Nordhausen (Thüringen) uraufgeführt. Ein weiteres, jedoch wohl nicht aufgeführtes Stück war das Lustspiel Die taube Witwe (1907).

## Im Nahen Osten
Es drängte Schwedler 1913 wieder ins Ausland. Er ging nach Kairo und wurde Chefredakteur der bei der nicht kleinen Gemeinschaft der „Ägyptendeutschen“ beliebten seit 1907 erscheinenden deutschsprachigen Tageszeitung Aegyptische Nachrichten. wurde. Es erschien auch in einer französischen Ausgabe Les nouvelles Egyptiennes. Mit Kriegsausbruch – das quasi-britische Ägypten erklärte Deutschland den Krieg – mussten die meisten Deutschen ihre Wahlheimat verlassen. Mitte August verbot der ägyptische Innenminister bei einer persönlichen Unterredung Schwedler das weitere Erscheinen seiner Zeitung. In britischen Zeitungen rund um den Globus hieß es in Agenturmeldungen, die Zeitung sei wegen „sensationeller“ Berichterstattung über angebliche deutsche Siege und Falschmeldungen über Russland verboten worden.
Schwedler wurde zur Ausreise gezwungen. Er schlug sich durch Palästina durch, um nach Konstantinopel (Istanbul) zu gelangen. Das mit dem Deutschen Reich befreundete Osmanische Reich trat im Herbst 1914 als Bündnispartner der Mittelmächte dem Krieg gegen die Triple Entente bei. Schwedler bemühte sich in Konstantinopel bei deutschen Medien und Institutionen um eine Stelle. Zunächst berichtete er als Korrespondent der halbamtlichen Nachrichtenagentur Wolffs Telegraphisches Bureau (WTB) aus dem Osmanischen Reich. Als WTB-Journalist gehörte er zu einer kleinen Gruppe internationaler Journalisten, denen ein sechswöchiger Aufenthalt an den mit Hilfe der Deutschen befestigten Dardanellen gestattet wurde, die zum Ziel alliierter Angriffe wurden (Schlacht von Gallipoli).
Im November 1915 wurde er Nachfolger von Karl Müller-Poyritz als Chefredakteur der halbamtlichen, deutschsprachigen Zeitung Osmanischer Lloyd (französische Ausgabe: Ottoman Lloyd). Die Zeitung wurde ab November 1908 bis Oktober 1918 vom Auswärtigen Amt und der Deutschen Botschaft herausgegeben. Zunächst Sprachrohr deutscher Wirtschaftsinteressen, etwa zum Bau der Bagdadbahn, war sie während Schwedlers kurzer Führung Propagandamittel für das deutsche Militärbündnis mit dem Osmanischen Reich und stand daher unter massivem Einfluss der Nachrichtenstelle für den Orient. Schwedler „erfuhr eine gute Beurteilung in den Akten, da er stets bereit war, die Intentionen der Botschaft bei der Leitung des Blattes zu berücksichtigen“. Doch Schwedler behielt den Chefposten nur bis Mai 1916. Er wurde entlassen, nachdem der osmanische Geheimdienst einen Brief abgefangen hatte, in dem er die osmanische Führung und die Bedingungen in seinem Gastland kritisiert hatte.
Seine Erfahrungen aus dem Nahen Osten und seine Perspektiven für die Nachkriegszeit verarbeitete Schwedler 1919 in dem Sachbuch Die Aufteilung des Osmanischen Reiches : Deutschland und die Türkei im Völkerbund.

## Rückkehr nach Berlin und Transocean
1916 kehrte er nach Berlin zurück und war bis 1917 beim Berliner Börsen-Courier als politischer Redakteur beschäftigt. 1918 wechselte er zur Deutschen Allgemeinen Zeitung (DAZ). Er war zugleich Berliner Vertreter der Nachrichtenagentur Auslands-Pressedienst (Bureau Fleischer, später Depeschenbüro Europapress, kurz EP, Frankfurt am Main), die von Max Fleischer auf Initiative und Geldmitteln des Militärs gegründet worden war, um Nachrichten in neutrale Länder zu lancieren.
Im Zusammenhang mit Fleischers Büro stand die im Frühjahr 1915 gegründete Nachrichtenagentur Transocean (TO), die ihren Meldungen und Berichte über die Großfunkanlage Nauen drahtlos ins Ausland übermittelte. Daher hieß sie auch „Nauen-Pressedienst“, „Nauen Press“ oder „German Wireless“. Ein besonderer Schwerpunkt lag auf Lateinamerika.
Die TO wurde nach Ende des Weltkriegs und dem Ende der Kriegspropaganda neu aufgestellt. Schwedler wurde 1919 ihr Chefredakteur in Berlin. Er positionierte die Agentur mit einem journalistisch unabhängigen Credo in Abgrenzung zur halbamtlich-regierungsnahen Agentur WTB. Er baute das globale Vertriebs- und Korrespondentennetz sowie die Mehrsprachigkeit aus, führte einen Bildfunkdienst und die Kurzwellentechnik ein.
Da die TO nur Auslandskunden bediente, rivalisierte sie im Inland nicht mit dem WTB oder anderen telegraphischen Agenturen oder Korrespondenzen. Die TO erhielt jedoch hohe staatliche Subventionen von der Reichsregierung, um ein Gegengewicht gegen die ausländischen Agenturen Reuters (England), Havas (Frankreich) und Associated Press (USA) zu bilden.
Mit seinen Büchern Die Nachricht im Weltverkehr: Kritische Bemerkungen über das internationale Nachrichtenwesen vor und nach dem Weltkriege (1922) und Das Nachrichtenwesen (1925), die der Zeitungsforscher Walther Heide mehrfach „unentbehrliche Lehrbücher“ nannte, sowie zahlreichen Aufsätzen in Fachzeitschriften wie Deutsche Presse, Zeitungs-Verlag oder Zeitungswissenschaft fand Schwedler ein großes Echo in Fachkreisen und in der Politik. Zugleich war er in Berufsorganisationen aktiv und hielt Vorträge.
Da Schwedler die TO in enger Abstimmung mit der staatlichen Außenpolitik führte und die TO nur dem Schein nach staatsfern war, gewann Schwedler selbst erheblichen Einfluss und in der Presse großen Respekt, obwohl die TO im Inland nur Fachleuten ein Begriff war.
Schwedler sah die drahtlose, also nicht mehr an Territorien und Kabelverbindungen gebundene Nachrichtenübermittlung als Deutschlands große Chance, sich nach dem Zusammenbruch 1918 in Weltwirtschaft und Weltpolitik zurückzumelden. Für Deutschland führe „der Weg ins Freie“ über die durch die Funktechnik grenzenlos erweiterbare Teilhabe am Weltnachrichtenmarkt und damit an der medial vermittelten Weltpolitik, so legte Schwedler in seinem Buch Die Nachricht im Weltverkehr dar.
Konkret bezog sich dies auf das strategische Dilemma, dass die alten Vorkriegs-Kartellverträge der internationalen Nachrichtenagenturen Reuters, Havas, Associated Press und WTB zum Nachteil Deutschlands verändert wurden. Der Marktanteil schrumpfte merklich, weil das WTB bei der leitungsgebundenen Nachrichtentelegraphie Exklusivrechte nur noch über Deutschland hatte. Nicht nur theoretisch, sondern praktisch wurde Schwedler mit der Transocean – so das Urteil der US-Medienhistorikerin Heidi J. Tworek – zu einer Schlüsselfigur deutscher staatlicher Versuche, aus dem sehr eng geschnürten Vertragskorsett auszubrechen und medienpolitisch nationale Interessen zu verfolgen.
Während der Weimarer Republik nahm Schwedler pointiert Stellung zum Umgang mit amtlichen Pressestellen, zum Verhältnis von Regierung und Medien und ihren institutionellen Schnittstellen wie der Berliner Pressekonferenz, zur Politik des neu eingeführten Rundfunks sowie allgemein zum Nachrichtenwesen. Er publizierte auch zu Medien im Ausland und zu medienhistorischen Themen.
Vier Jahre vor seinem Tod wurde Schwedler 1932 vom WTB-Chefredakteur Edgar Stern-Rubarth gewürdigt als eines der letzten Repräsentanten des Journalistentyps, der „eine Kreuzung aus Sherlock Holmes, Karl May und Passepartout (...) ein Mann von unerhörter Elastizität, Vielseitigkeit und Allgegenwart (...) eine Art wandelndes Lexikon“ war. Stern-Rubarth hatte ihn erstmals 1915 in Konstantinopel, später in Genf, Locarno oder London getroffen. Schwedler sei „eine der witzigsten, sichersten und urteilsfähigen Persönlichkeiten des heutigen Journalismus“. Seine Schriften über das Nachrichtenwesen gehörten „zu den erschöpfendsten, gründlichsten und nachdenklichsten Publikationen, die über den Journalismus überhaupt existieren“.

### Im Nationalsozialismus
1933/34 wurden die führenden deutschen Nachrichtenagenturen WTB und TU zum Deutschen Nachrichtenbüro (DNB) zwangsvereinigt und weitgehend vom Reichsministerium für Volksaufklärung und Propaganda kontrolliert. Schwedlers TO durfte getrennt vom DNB bleiben, um im Ausland den Eindruck von Kontinuität eines kommerziellen, von NS-Propaganda getrennten Dienstes zu vermitteln. Es wurde aber dennoch völlig in das nationalsozialistische Auslandspropagandasystem eingespannt.
Schwedler gehörte der NSDAP nicht an. Er konnte nur Chefredakteur bleiben, weil er sich mit den neuen Machthabern arrangierte und weil diese im Ausland eine gewisse Kontinuität vermitteln wollten. In der Weimarer Republik hatte er immer wieder die möglichst tendenzfreie Nachricht als Ideal und Pflicht einer Agentur betont und sich gegen die politisierten, parteilichen Rivalen von links und rechts abgegrenzt. Er bestand auch gegenüber dem NS-Propagandaministerium darauf, dass sich die TO bei Stil und Inhalt an die Erwartungen der Auslandskunden halten müssen, um erfolgreich ihre Kunden zu halten. Der Medienhistoriker Cornelius Klee weist „offen ausgetragene Kontroversen zwischen den Propagandapolitikern und dem Nachrichtenfachmann“ Schwedler nach. So habe er sich entschieden gegen das vom Ministerium verordnete Schweigen zum „Röhm-Putsch“ im Juni 1934 gewehrt. Zudem versuchte er im propagandistischen Sinne zu argumentieren, gegen Gräuelnachrichten des Auslands wirkten am besten möglichst schnelle sachliche Bekanntgabe von Tatsachen und Vorgängen. Schwedlers Nachfolger Friedrich von Homeyer (Chefredakteur 1936–1942) und Eich Schneyder (1942–1945) setzten sich über solche Skrupel hinweg.
Die Exilzeitung Pariser Tageblatt von Georg Bernhard verbreitete 1934 die Meldung, Schwedler sei in ein Konzentrationslager gebracht worden. Die deutschen Behörden ließen die Meldung umgehend als „Mär“ und „faustdicke Lüge“ dementieren. Schwedler erfreue sich seiner Freiheit bei bester Gesundheit.
Allerdings wurde Schwedler bald sehr krank. Er lebte zuletzt in Berlin-Mitte in der Ebertstraße 9 (Hermann-Göring-Straße) und starb nach längerer Krankheit im Mai 1936 im Alter von 64 Jahren.

## Veröffentlichungen (Auswahl)

### Sachbücher
- (1909, Hrsg.). Das neue Wahlrecht für die Wahlen zur II. Kammer des Sächsischen Landtags : vollständige Ausgabe des Wahlgesetzes vom 5. Mai 1909. Leipzig / Berlin.
- (1919). Die Aufteilung des Osmanischen Reiches : Deutschland und die Türkei im Völkerbund. Politisch-wirtschaftliche Schriftenfolge, Band 5. Hamburg: Dorendorf & Dresel.
- (1922). Die Nachricht im Weltverkehr: Kritische Bemerkungen über das internationale Nachrichtenwesen vor und nach dem Weltkriege. Berlin: Deutsche Verlagsgesellschaft für Politik und Geschichte. Volltext bei HathiTrust
- (1925). Das Nachrichtenwesen. [In einem Band mit Emil Dovifat: Die Zeitungen.] Die deutsche Wirtschaft und ihre Führer, Band 3. Gotha: Flamberg Verlag.

### Zeitschriftenaufsätze
- (1898). Zeitungstitel und Zeitungseinrichtung. Propaganda 1(12), S. 589–595
- (1921, 23. September). Nachrichtengeschäft und Nachrichtenpolitik. Deutsche Presse 9 (37), S. 1–4
- (1924). Der wertbeständige Pressechef. Deutsche Presse 12 (3/4), S. 1–3
- (1924). Gleichheit und Brüderlichkeit. Deutsche Presse 12 (33–34), S. 2
- (1925) Die Entwicklung des Nachrichtenwesens. Der Auslandsdeutsche (Stuttgart), Heft 10.
- (1926). Die Nachrichtenversorgung der Presse. Zeitungswissenschaft 1 (11), S. 165–169
- (1927). Die Nachrichtenversorgung der Presse III. Zeitungen und Nachrichtendienst in Amerika. Zeitungswissenschaft 2 (8), S. 113–115
- (1927, 28. Mai). Amtliche Information oder politische Führung. Deutsche Presse 17 (22/23), S. 283–285
- (1927). Leitartikel, Nachricht und Gesinnung. Zeitungswissenschaft 2 (10), S. 146–147
- (1929, 12. Januar). Noch einmal : Rundfunk und Presse. Deutsche Presse 19(2), S. 13.
- (1929, 21. Juni). Die Zeitungen in den Vereinigten Staaten. Wirtschaftsdienst 14(25), S. 1056–1062
- (1929, 29. Juni). Bürokratie und Presse. Deutsche Presse 19 (26), S. 467–471
- (1931, 4. Juli). Rundfunk, Presse und Politik : ein Beitrag zur Diskussion. Zeitungs-Verlag 32(7), S. 508–509. Volltext bei ANNO
- (1932). Die Presse und die Weltkrise. Deutsche Presse 22 (19), 221–225
- (1934). Das Nachrichtensystem der Weltpresse. Zeitungswissenschaft 9, S. 231–291
- (1935, 1. März). Zeitung und Nachrichtenwesen im alten China. Zeitungswissenschaft 10(3), S. 110–112.

## Roman und Kurzgeschichten
- (1896, 12. Dezember). La Mouche : eine bizarre Geschichte. Agramer Zeitung 71 (286), S. 10–1 Volltext bei ANNO
- (1902, 3. Mai). Bill und Tom : ein Nachtbild aus dem Herzen von London. Leitmeritzer Zeitung 32 (35), S. 11 Volltext bei ANNO
- (1910/11). Späte Gerechtigkeit. Fortsetzungsroman im Leipziger Tageblatt. Erste Folge: Leipziger Tageblatt 104 (298), Abendausgabe vom 28. Oktober 1910, S. 1 Volltext bei SLUB Dresden

## Theaterstücke
- (1907). Die taube Witwe Lustspiel
- (1911). Im Nachtschnellzug Berlin-Wien. (Wie ein Dieb in der Nacht) Kriminalpsychologisches Drama. Uraufführung im Stadttheater Nordhausen 11. Juli 1911